# Thibaudia nutans
Thibaudia nutans là một loài thực vật có hoa trong họ Thạch nam. Loài này được Klotzsch ex Mansf. miêu tả khoa học đầu tiên năm 1925.